# Mi-28
Mi-28 (ros. Ми-28, oznaczenie NATO „Havoc”) – rosyjski dwumiejscowy śmigłowiec szturmowy w układzie tandem (piloci siedzą jeden za drugim). Powstał jako odpowiednik amerykańskiego śmigłowca Apache, głównym jego przeznaczeniem jest niszczenie czołgów.

## Historia

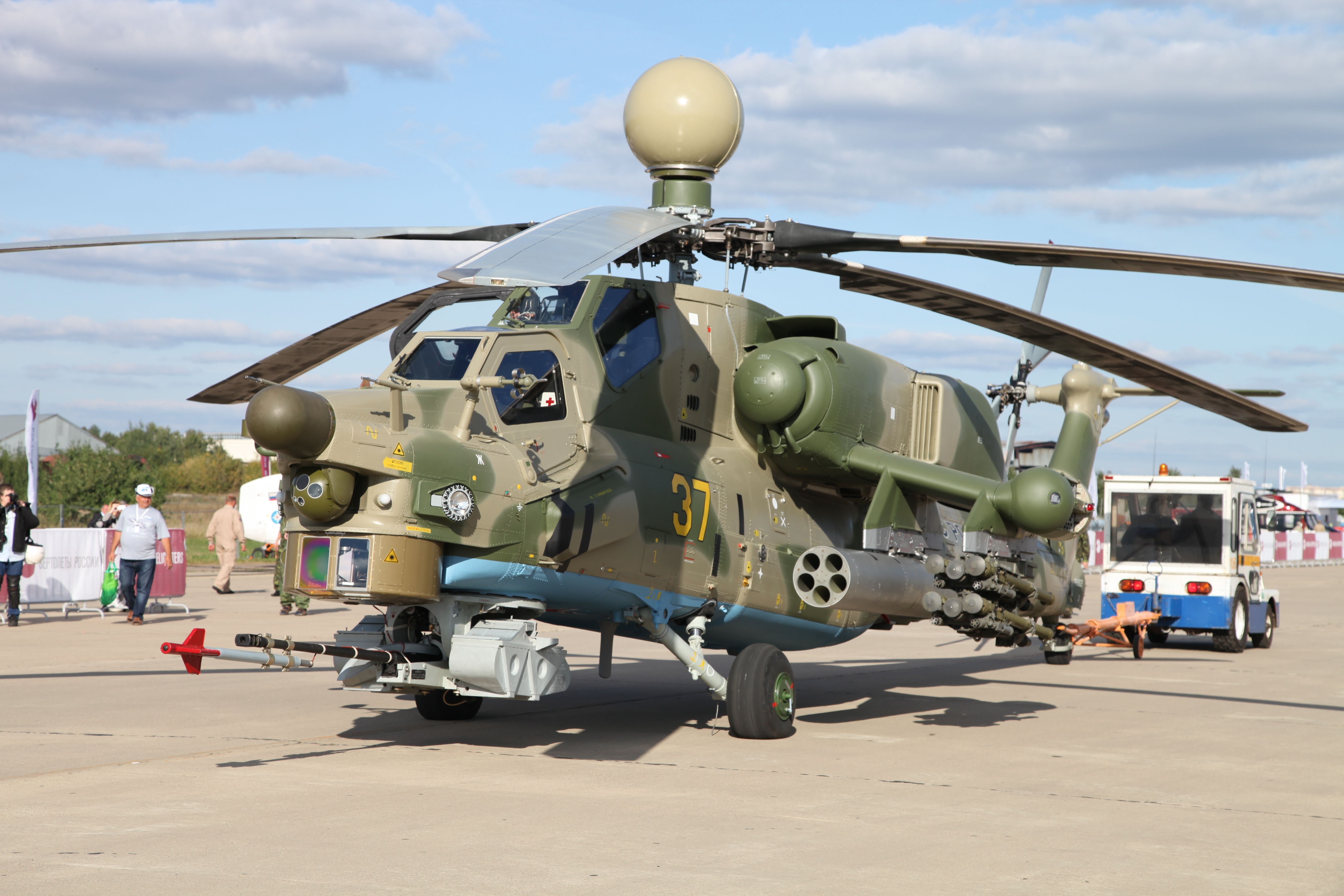
Mi-28N

Prototyp Mi-28 wykonał pierwszy lot w 1982. W 1984 lotnictwo wojskowe ZSRR na podstawowy śmigłowiec przeciwpancerny wybrało konkurencyjną konstrukcję Kamowa Ka-50. Prace nad Mi-28 kontynuowano, jednak ich natężenie wyraźnie osłabło. W 1988 podjęto decyzję o rozpoczęciu produkcji w zakładach Rostwiertoł w Rostowie nad Donem.
W styczniu 1988 pierwszy lot wykonał prototyp wersji Mi-28A. Otrzymał on mocniejsze silniki i tylne śmigło w układzie X. W 1993 po wyprodukowaniu drugiego prototypu program Mi-28A został anulowany. Główna przyczyną był brak możliwości działania w nocy, a także konkurencja ze strony Ka-50.
Kolejny wariant śmigłowca Mi-28N wykonał swój pierwszy lot w listopadzie 1996. Główną różnicą w stosunku do poprzedników był radar umieszczony w owalnej obudowie umieszczonej powyżej wirnika głównego. To rozwiązanie podobne do zastosowanego w AH-64D. Dzięki zmianom śmigłowiec uzyskał możliwość operowania w każdych warunkach pogodowych i w nocy. Ponieważ specyfikacja zimnowojenna zakładająca specjalizacje śmigłowca w zwalczaniu broni pancernej uległa zmianie na rzecz śmigłowca mogącego zwalczać szerszy wachlarz celów, śmigłowiec Ka-50 utracił swoje atuty.
W 2003 dowódca Sił Powietrznych Rosji ogłosił, że Mi-28N stanie się podstawowym uderzeniowym śmigłowcem Rosji. Pierwsze śmigłowce weszły do służby w 2009 r. Wersja eksportowa jest oznaczona Mi-28NE. Pierwszym odbiorcą eksportowym jest Kenia, która kupiła 16 śmigłowców. Ponadto Irak zamówił 5 sztuk, a Algieria 42 sztuki.
Gdy podstawowy model Mi-28N był już wprowadzany do służby, 24 grudnia 2009 r., zakłady Mila dostały kontrakt na wykonanie prac badawczo-rozwojowych Awangard-3. Zadanie polegało na opracowaniu głębokiej modernizacji śmigłowca do wersji Mi-28NM. Prototyp zmodernizowanego śmigłowca wykonał pierwszy lot w zawisie 29 lipca 2016 a 13 października odbył się pełny lot testowy. W kwietniu 2019 r. ukończono dwa śmigłowce Mi-28NM partii wstępnej z numerami 70 i 71. Publicznie Mi-28NM przedstawiono po raz pierwszy w locie na wystawie MAKS 2019. Nowy śmigłowiec posiada krajowe silniki WK-2500 P / PS z FADEC, nowy radar N025M, nową głowicę optyczną oraz nowe uzbrojenie prowadzone w wiązce laserowej.
Śmigłowce Mi-28N zostały po raz pierwszy użyte bojowo w Syrii w 2016 roku. Tam też, 11 kwietnia 2016 roku doszło do katastrofy jednego ze śmigłowców, zakończonej śmiercią załogi. Mi-28NM także przeszły chrzest bojowy walcząc w Syrii.

## Konstrukcja
Śmigłowiec projektowany jako następca Mi-24 i oparty na jego konstrukcji. W porównaniu z poprzednikiem miał charakteryzować się większą zwrotnością, głównie po to, aby mógł być równorzędnym odpowiednikiem nowoczesnych śmigłowców bojowych, takich jak np. AH-64. Aby to osiągnąć praktycznie zrezygnowano z przedziału pasażerskiego. Zostawiono tylko drobny przedział dla 2, 3 osób z tyłu maszyny, do którego wchodzi się przez drzwiczki z lewej strony kadłuba. Pomieszczenie jest małe, nieklimatyzowane i pozbawione okien oraz wentylacji. Jest przeznaczone do sytuacji awaryjnych np. do ewakuacji załogi zestrzelonego śmigłowca czy samolotu.
Przedział bojowy jest zbudowany w układzie tandem, tzn. siedzenie strzelca znajduje się pod miejscem dla pilota. Kabina jest klimatyzowana oraz hermetyczna. Dołożono wszelkich starań by zapewnić pilotom i ważnym podzespołom maszyny bezpieczeństwo. Szyby przedziału pilotów są wykonane ze szkła pancernego, wytrzymującego ostrzał z broni o kalibrze równym lub mniejszym niż 12,7 mm oraz uderzenia odłamków rakiet kierowanych. Dodatkowo elementy nieprzeźroczyste wykonano z pancerza tytanowego, ceramicznego. Śmigłowiec został skonstruowany tak, że kluczowe elementy struktury osłonięte są mniej ważnymi. Najważniejsze elementy są podwojone (oba zestawy są wyraźnie rozdzielone). Np. pojedyncze trafienie nie niszczy obu silników. Pośrodku kadłuba znajdują się liczne zbiorniki paliwowe z tworzywa samouszczelniającego się, otoczone powłoką kompozytową oraz zewnętrzną powłoką metalową; trafienie zbiornika paliwa kulą lub pociskiem z działka nie powoduje wybuchu, pożaru ani wycieku paliwa.